# Elasmias cernicum
Elasmias cernicum es una especie de molusco gasterópodo de la familia Achatinellidae en el orden de los Stylommatophora.

## Distribución geográfica
Se encuentra en Mauricio y Reunión.